# Junioren-Badmintonsüdamerikameisterschaft 2019
Die Junioren-Badmintonsüdamerikameisterschaft 2019 fand vom 21. bis zum 30. November 2019 in Guayaquil in Ecuador statt.

## Sieger und Platzierte U11
| Veranstaltung | Gold                                                           | Silber                                                       | Bronze                                                       |
| ------------- | -------------------------------------------------------------- | ------------------------------------------------------------ | ------------------------------------------------------------ |
| Herreneinzel  | Umesh Andres Lescano Konda                                     | Jeronimo Giraldo Gomez                                       | Luis Henrique Santos Roza                                    |
| Herreneinzel  | Umesh Andres Lescano Konda                                     | Jeronimo Giraldo Gomez                                       | Gonzalo D'auriol Fuster                                      |
| Dameneinzel   | Ariana Munar Solimano                                          | Yasmin Kethlen Abreu Nascimento                              | Aitana Chueca Sanchez                                        |
| Dameneinzel   | Ariana Munar Solimano                                          | Yasmin Kethlen Abreu Nascimento                              | Luciana Valentina Vrandecich Reyes                           |
| Herrendoppel  | Fausto Sebastián Callo Soberon Umesh Andres Lescano Konda      | Gonzalo D'auriol Fuster Gabriel Arturo Pallete Quiroga       | Tomas Agustin Jarpa Quezada Luis Henrique Santos Roza        |
| Herrendoppel  | Fausto Sebastián Callo Soberon Umesh Andres Lescano Konda      | Gonzalo D'auriol Fuster Gabriel Arturo Pallete Quiroga       | Salvador Alberto Araujo Morocho Mariano Ignacio Rosas Aldana |
| Damendoppel   | Lucero Nicolle Roque Caycho Luciana Valentina Vrandecich Reyes | Francesca Carozzi De Belaunde Ariana Munar Solimano          | Khloe Benitez Aysha Reyes                                    |
| Damendoppel   | Lucero Nicolle Roque Caycho Luciana Valentina Vrandecich Reyes | Francesca Carozzi De Belaunde Ariana Munar Solimano          | Aitana Chueca Sanchez Domenica Chueca Sanchez                |
| Mixed         | Umesh Andres Lescano Konda Lucero Nicolle Roque Caycho         | Fausto Sebastián Callo Soberon Francesca Carozzi De Belaunde | Jeronimo Giraldo Gomez Hellen Dahiana Perez Pineida          |
| Mixed         | Umesh Andres Lescano Konda Lucero Nicolle Roque Caycho         | Fausto Sebastián Callo Soberon Francesca Carozzi De Belaunde | Luis Henrique Santos Roza Yasmin Kethlen Abreu Nascimento    |

## Sieger und Platzierte U13
| Veranstaltung | Gold                                              | Silber                                                          | Bronze                                                      |
| ------------- | ------------------------------------------------- | --------------------------------------------------------------- | ----------------------------------------------------------- |
| Herreneinzel  | Bruno Gato Alonso                                 | Joaquim Mendonça Ribeir Taveira                                 | Alejandro Francisco Crisanto Toribio                        |
| Herreneinzel  | Bruno Gato Alonso                                 | Joaquim Mendonça Ribeir Taveira                                 | Guillermo Buendia Maldonado                                 |
| Dameneinzel   | Shary Nicol Andrade Yanque                        | Rafaela Silva La Rosa                                           | Rafaela Castañeda Quintanilla                               |
| Dameneinzel   | Shary Nicol Andrade Yanque                        | Rafaela Silva La Rosa                                           | Taisia Kasianov Kasianova                                   |
| Herrendoppel  | Bruno Gato Alonso Joaquim Mendonça Ribeir Taveira | Fabrizio Sebasthiam Huaman Sales Mathias Sebastian Lopez Torres | Alejandro Francisco Crisanto Toribio Maurice Martin Revilla |
| Herrendoppel  | Bruno Gato Alonso Joaquim Mendonça Ribeir Taveira | Fabrizio Sebasthiam Huaman Sales Mathias Sebastian Lopez Torres | Guillermo Buendia Maldonado Felipe Canario Aguayo           |
| Damendoppel   | Shary Nicol Andrade Yanque Rafaela Silva La Rosa  | Luciana Rafaella Barboza Lescano Taisia Kasianov Kasianova      | Valeria Santos Jamet Javiera Vergara Hormazabal             |
| Damendoppel   | Shary Nicol Andrade Yanque Rafaela Silva La Rosa  | Luciana Rafaella Barboza Lescano Taisia Kasianov Kasianova      | Rafaela Castañeda Quintanilla Camila Silva Quiroz           |
| Mixed         | Maurice Martin Revilla Rafaela Silva La Rosa      | Martin Olmos Jara Shary Nicol Andrade Yanque                    | Bruno Gato Alonso Leticia Costa Camargo                     |
| Mixed         | Maurice Martin Revilla Rafaela Silva La Rosa      | Martin Olmos Jara Shary Nicol Andrade Yanque                    | Juan Jose Abramonte Gordillo Camila Silva Quiroz            |

## Sieger und Platzierte U15
| Veranstaltung | Gold                                                 | Silber                                                 | Bronze                                                             |
| ------------- | ---------------------------------------------------- | ------------------------------------------------------ | ------------------------------------------------------------------ |
| Herreneinzel  | Sharum Hilder Durand Cardenas                        | Renan Rosa Melo                                        | Joao Mendonça Ribeir Taveira                                       |
| Herreneinzel  | Sharum Hilder Durand Cardenas                        | Renan Rosa Melo                                        | Jose Maria Rendon Chirinos                                         |
| Dameneinzel   | Namie Chiara Miyahira Tsukazan                       | Fernanda Munar Solimano                                | Rafaela Munar Solimano                                             |
| Dameneinzel   | Namie Chiara Miyahira Tsukazan                       | Fernanda Munar Solimano                                | Talli Chomchey Rivera                                              |
| Herrendoppel  | Gabriel Resler Casara Henry Huebla                   | Gonzalo Castillo Joseph Eduardo Mendoza Tolentino      | Vicente Astorga Carvajal Matias Ignacio Nuñez Levin                |
| Herrendoppel  | Gabriel Resler Casara Henry Huebla                   | Gonzalo Castillo Joseph Eduardo Mendoza Tolentino      | Sharum Hilder Durand Cardenas Ian Moromisato Namisato              |
| Damendoppel   | Fernanda Munar Solimano Rafaela Munar Solimano       | Talli Chomchey Rivera Vania Mirei Moromisato Kina      | Maria Eduarda Mazza Oliveira Maria Fernanda Santos                 |
| Damendoppel   | Fernanda Munar Solimano Rafaela Munar Solimano       | Talli Chomchey Rivera Vania Mirei Moromisato Kina      | Estefania Valeria Canchanya Caycho Naomi Esperanza Morales Aguirre |
| Mixed         | Sharum Hilder Durand Cardenas Rafaela Munar Solimano | Ian Moromisato Namisato Namie Chiara Miyahira Tsukazan | Lucas Macanha Rodrigues Maria Fernanda Furtado Souza               |
| Mixed         | Sharum Hilder Durand Cardenas Rafaela Munar Solimano | Ian Moromisato Namisato Namie Chiara Miyahira Tsukazan | Marcelo Novoa Aservi Talli Chomchey Rivera                         |

## Sieger und Platzierte U17
| Veranstaltung | Gold                                                                | Silber                                                       | Bronze                                                              |
| ------------- | ------------------------------------------------------------------- | ------------------------------------------------------------ | ------------------------------------------------------------------- |
| Herreneinzel  | Davi Carvalho Marinh Silva                                          | Gabriel Dante Baldijão Cury Fonseca                          | Mateo Maira                                                         |
| Herreneinzel  | Davi Carvalho Marinh Silva                                          | Gabriel Dante Baldijão Cury Fonseca                          | Fernando Costa Vieira Junior                                        |
| Dameneinzel   | Ariana Airi Moromisato Kina                                         | Andrea Pamela Flores Vasquez De Velasco                      | Maria Emanuelle Ferreira Rocha                                      |
| Dameneinzel   | Ariana Airi Moromisato Kina                                         | Andrea Pamela Flores Vasquez De Velasco                      | Erika Volosova Volosova                                             |
| Herrendoppel  | Davi Carvalho Marinh Silva Deivid Carvalho Marinh Silva             | Mariano Ernesto Velarde Alzamora Adriano Viale Aguirre       | Paulo Teodoro Feitosa Vieira Fernando Costa Vieira Junior           |
| Herrendoppel  | Davi Carvalho Marinh Silva Deivid Carvalho Marinh Silva             | Mariano Ernesto Velarde Alzamora Adriano Viale Aguirre       | Remo Sebastian Blondet Martinez Imanhol Steven Navarro Hurtado      |
| Damendoppel   | Andrea Pamela Flores Vasquez De Velasco Ariana Airi Moromisato Kina | Sofia Gato Alonso Aline Yumi Miyabara                        | Isabelle Cristina Rodrigues Oliveira Maria Emanuelle Ferreira Rocha |
| Damendoppel   | Andrea Pamela Flores Vasquez De Velasco Ariana Airi Moromisato Kina | Sofia Gato Alonso Aline Yumi Miyabara                        | Geisa Vieira Oliveira Evelly Marcela Souza Gomes                    |
| Mixed         | Deivid Carvalho Marinh Silva Karen Bianca Santos Souza              | Mariano Ernesto Velarde Alzamora Ariana Airi Moromisato Kina | Fernando Costa Vieira Junior Maria Emanuelle Ferreira Rocha         |
| Mixed         | Deivid Carvalho Marinh Silva Karen Bianca Santos Souza              | Mariano Ernesto Velarde Alzamora Ariana Airi Moromisato Kina | Rafael Yukio Mendonça Kimura Geisa Vieira Oliveira                  |

## Sieger und Platzierte U19
| Veranstaltung | Gold                                             | Silber                                         | Bronze                                                 |
| ------------- | ------------------------------------------------ | ---------------------------------------------- | ------------------------------------------------------ |
| Herreneinzel  | Willian Guimaraes                                | Alonso Medel Araya                             | Santiago Otero                                         |
| Herreneinzel  | Willian Guimaraes                                | Alonso Medel Araya                             | Nicolás Macías                                         |
| Dameneinzel   | Fernanda Saponara Rivva                          | Juliana Giraldo Andrade                        | Munnyk Alessandra Laia                                 |
| Dameneinzel   | Fernanda Saponara Rivva                          | Juliana Giraldo Andrade                        | Yue Yang Cao                                           |
| Herrendoppel  | Rafael Gustavo De Faria Willian Guimaraes        | Nicolas Oliva Santiago Otero                   | Diego Castillo Mendez Alonso Medel Araya               |
| Herrendoppel  | Rafael Gustavo De Faria Willian Guimaraes        | Nicolas Oliva Santiago Otero                   | Gustavo Oliveira Aquino Messias Rony Lima Silva        |
| Damendoppel   | Micaela Fernanda Castillo Salazar Micaela Flores | Tamires Vitoria Santos Belen Troncoso Mandiola | Luanna Capuli Munnyk Alessandra Laia                   |
| Damendoppel   | Micaela Fernanda Castillo Salazar Micaela Flores | Tamires Vitoria Santos Belen Troncoso Mandiola | Fernanda Saponara Rivva Yue Yang Cao                   |
| Mixed         | Nicolás Macías Fernanda Saponara Rivva           | Messias Rony Lima Silva Tamires Vitoria Santos | Nicolas Oliva Yovela Petrucci                          |
| Mixed         | Nicolás Macías Fernanda Saponara Rivva           | Messias Rony Lima Silva Tamires Vitoria Santos | Mariano Novoa Aservi Micaela Fernanda Castillo Salazar |